# 헌드레드 아일랜드 국립공원

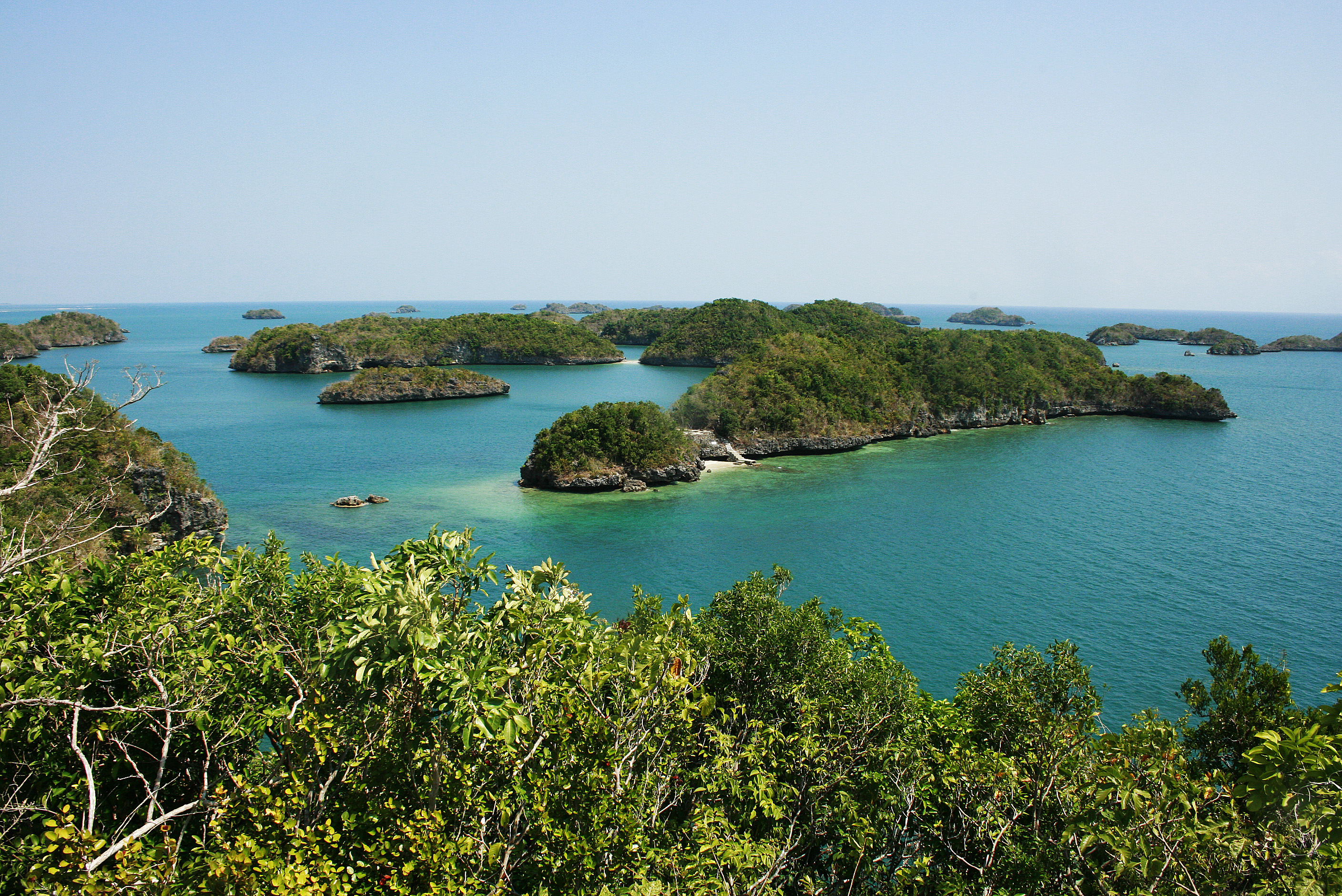

헌드레드 아일랜드 국립공원(팡가시난어: Kapulo-puloan or Taytay-Bakes, 영어: Hundred Islands National Park)은 필리핀 루손섬 북부 팡가시난주에 위치한 섬들을 말한다. 섬이 백개만큼 아주 많아서 이런 이름이 붙었다.

## 헌드레드 아일랜드의 주요 섬
- 케손 섬
- 가버너 섬
- 칠드런 섬
- 마르코스 섬
- 조개 섬
- 카가우 섬
- 파파이야 섬
- 바징 섬
- 로페스 섬
- 카세드릴 섬